# Louise Thulin
Madeleine Louise Thulin, född 23 mars 1945, död 3 mars 2018  i Stockholm, var en svensk översättare som översatte från engelska och franska. Hon började sin översättarkarriär på LM Ericsson 1970, började göra litterära översättningar åt Forum tio år senare och ytterligare tio år senare blev hon frilansande översättare. Bland hennes mer än hundra översättningar har förmodligen de hittills fem delarna i George R.R. Martins Sagan om is och eld-serie vunnit flest läsare. Louise Thulin är begravd på Skogskyrkogården i Stockholm.

## Översättningar (urval)
- Johanna Kingsley: Ljuva dofter (Forum, 1985)
- Noel Barber: Skrattet och tårarna (Forum, 1989)
- Ivana Trump: En askungesaga: roman (Forum, 1993)
- Rosalind Miles: Riket är mitt (B. Wahlström, 1993)
- Danielle Steel: Blixt från klar himmel (B. Wahlström, 1996)
- Belva Plain: Brutna löften (B. Wahlström, 1997)
- George R. R. Martin: Sagan om is och eld (Forum, 1997–)
- Judith Krantz: Tessa Kents juveler (B. Wahlström, 1999)
- Tamara McKinley: Matildas sista vals (Forum, 2000)